# Nick Greiner
Pour les articles homonymes, voir Greiner.
Nicholas Frank Hugo Greiner (né le 27 avril 1947) est le leader au Parlement de Nouvelle-Galles du Sud du parti libéral d'Australie et il est le 37e Premier ministre de Nouvelle-Galles du Sud du 25 mars 1988 au 24 juin 1992.  

## Jeunesse
Greiner est né à Budapest et ses parents s'exilèrent d'abord à Vienne (Autriche) avant de s'installer en Australie. Il étudie au école jésuite de Saint Ignatius College, Riverview à Sydney ; et il passe son diplôme de Bachelor of Economics à l'université de Sydney puis va poursuivre ses études à la Harvard Business School. Il travaille un certain temps dans une menuiserie de l'Idaho avant de revenir en Australie travailler dans la menuiserie familiale. 

## Carrière politique
Après un premier échec aux élections législatives de 1978, il est élu au Parlement de Nouvelle-Galles du Sud à la faveur d'une élection partielle en 1980.
En 1981, Greiner tente en vain de prendre la tête du parti libéral mais est battu de peu par John Dowd. Greiner devient chef de l'opposition en 1983 et chef du parti libéral en 1984. En exploitant les allégations de corruption contre le parti travailliste australien du Premier Ministre Neville Wran pendant la campagne électorale de 1984, Greiner réussit à réduire de façon sensible l'écart qui le séparait du parti travailliste. Aux élections de 1988, allié au Parti National il bat nettement le premier ministre travailliste sortant, Barrie Unsworth et il devient Premier Ministre à son tour.

## Premier Ministre
Greiner crée une commission indépendante contre la corruption (the Independent Commission Against Corruption (ICAC)) pour enquêter sur les allégations de corruption contre le parti travailliste.
Le gouvernement Greiner entreprend nombre de réformes sociales et économiques, notamment dans le domaine de l'éducation, qui provoquèrent des controverses et mirent le gouvernement en conflit ouvert avec les enseignants. Une série de grèves et l'impopularité croissante de son ministre de l'éducation Terry Metherell pesèrent sur la popularité du gouvernement à la fin de son premier mandat. Metherell démissionna de son poste en 1990 mais le conflit avec les enseignants continua.
Considéré comme conservateur au point de vue économique, il est considéré beaucoup plus modéré que ses amis libéraux dans le domaine social et critiqua plusieurs fois le chef de l'opposition fédérale John Howard sur sa politique de l'immigration.
Encouragé par des sondages favorables, il provoque de nouvelles élections le 25 mai 1991 mais il doit déchanter. Il ne put avoir une majorité qu'en s'associant avec quatre députés indépendants et sa majorité continua de se réduire avec la décision de Terry Metherell de devenir député indépendant à la fin de 1991 puis avec la perte du siège de The Entrance lors d'une élection partielle en 1992.
Peut-être à cause de son retrait du parti libéral, Greiner et le Ministre de l'Environnement Tim Moore décidèrent de proposer à Terry Metherell un poste de direction dans l'Environmental Protection Authority Si Metherell acceptait le poste, il devrait démissionner de son poste de député et le Parti libéral était sûr de récupérer le siège lors de l'élection partielle qui s'ensuivrait. Metherell accepta la proposition ce qui provoqua une grande controverse et une enquête de l'ICAC. En 1992 l'ICAC désavoua Greiner et estima que le poste offert était un acte de corruption. Greiner voulut faire appel du jugement mais les quatre députés indépendants qui soutenaient le gouvernement décidèrent de se retirer si Greiner ne démissionnait pas. Greiner dut démissionner et fut remplacé par John Fahey.
Nick Greiner  est ensuite directeur de « Healthcare Australia Group ». 